# 四だいの小さな機関車
『四だいの小さな機関車（汽車のえほん10）』（よんだいのちいさなきかんしゃ きしゃのえほん10）（原題Four Little Engines）は、低学年の児童向け絵本シリーズ「汽車のえほん」の第10巻である。

## 概要
1955年にイギリスで発行されたウィルバート・オードリー牧師執筆による汽車のえほんシリーズの第10巻。4話の短編作品を収録。挿絵はレジナルド・ダルビーが担当。ポプラ社から1974年7月に日本語訳が出版されていたが、2004年頃一旦絶版。2005年に『４だいの小さな機関車』という名で新装改訂版が出版された。2010年にミニ新装版が発売された。

## 成立の過程と作品背景
1945年から、ほぼ毎年に1巻ずつ続巻してきた本シリーズの第10巻。当時オードリー牧師が熱心に活動していた保存鉄道の援助の一つで、タリスリン鉄道の援助活動の一部として執筆された。同鉄道をモデルとした狭軌のスカーローイ鉄道の機関車たちが登場する。ダルビーも腕が上達し、機関車の描写がリアルになってくる。ただしダルビーの描くスカーロイ鉄道はこの巻だけである。

## 収録作品
- スカーロイのおもいで（Skarloey Remembers)
- 機関車サー・ハンデル（Sir Handel)
- ピーター・サムのしっぱい（Peter Sam and the Refreshment Lady)
- スカーロイのかつやく（Old Faithful)

## 登場キャラクター
スカーロイ鉄道
- スカーロイ：旧版ではこの巻のみ表記が「スカーロイ」である。
- レニアス：5ページのみに登場するが、明らかにデッサンが変。
- サー・ハンデル
- ピーター・サム
- 5台の客車

局長の鉄道の機関車
- エドワード
- ゴードン
- ヘンリー

人物
- サー・ハンデル・ブラウン：スカーロイ鉄道の持ち主。最終ページで登場。
- ピーター・サム（ほっそりじゅうやく）：スカーローイ鉄道の重役。
- ラーストさん：いつも途中駅で遅れてやってくる客。